# 陶器藩
陶器藩（とうきはん / かわらけはん）は、和泉国大鳥郡陶器庄の北村（陶器北村。現在の大阪府堺市中区陶器北付近）を居所として、江戸時代前期に存在した藩。外様大名の小出家が1万石を治め、4代約90年続いたが、1696年に無嗣のため改易された。

## 歴史

### 前史

#### 豊臣秀吉の叔父・小出秀政
藩主家の小出家は豊臣系大名である。小出秀政は豊臣秀吉とは同郷（尾張中村）の出身とされ、秀吉の母・大政所の妹（栄松院）を妻としていた。このため、秀吉には義理の叔父にあたる。秀政は秀吉の側近にあり、役方を務めていた。
『寛政重修諸家譜』によれば、小出秀政は天正13年（1585年）に和泉国岸和田城主になったとあるが、のち文禄3年（1594年）に加増を受けた際の秀政の本領は4000石であり、天正13年（1585年）時点では大名ではなく城代・城番もしくは代官であったとみられ、岸和田城に付随する秀吉の蔵入地の代官ではなかったかとされている。
天正15年（1587年）には秀政の嫡男・小出吉政に和泉国内で6000石が与えられた。

#### 小出家と岸和田領
文禄3年（1594年）6月5日付の朱印状で、秀政は和泉国日根郡・南郡内に6000石を加増され、合計1万石になった。同日付で長男・吉政が播磨国龍野2万1520石に加増の上で移されており、基本的には吉政の旧領が秀政に与えられたものである。文禄4年（1595年）8月3日、吉政は但馬出石で5万3200石（『寛政譜』は6万石とする）の領主となり、同日に秀政にも2万石（和泉国大鳥郡・日根郡のうち）が加増されて合計3万石となった。この際に陶器村も秀政の知行地となった。秀政には岸和田城主として3万石の軍役を負担する、番方としての役割が期待されるようになったことになる。秀政は陶器南に屋敷を構え、庶出の四男である三尹に現地を治めさせたとされるが、屋敷の具体的な場所は不明である。また、秀政の次男・小出秀家も豊臣秀吉に仕え、和泉国大鳥郡内で1000石を領していた。
慶長3年（1598年）8月、豊臣秀吉が没すると、秀政は引き続き豊臣秀頼に仕えて重要な役割を務めたと見られる。関ケ原の合戦の際、秀政・吉政は西軍に与したが、秀家は東軍に従い、本戦の後は父の城である岸和田城を守備して、長宗我部盛親を石津浦で激戦のすえ破った。秀家は戦功によって河内国錦部郡内で1000石を加増された上（合計2000石を知行）、大坂にあった一族の罪も許されたという。秀家は慶長8年（1603年）3月に没し、その養子となっていた弟の三尹が遺領2000石を継いだ（後述）。
なお、秀政は関ケ原の合戦後、片桐且元とともに秀頼の側近あるいは名代として機能することになる。『寛政譜』では秀政が家康に臣従したことを記すが、福田千鶴はこの記述は江戸時代の歴史認識であり、小出秀政は徳川家康に仕えたことはないであろうとする。慶長9年（1604年）3月22日、小出秀政は没した。
岸和田藩と出石藩は本藩と支藩のような関係にあり、小出家では合計して9万石と唱えていた。『寛政譜』によれば、秀政の死後、家督を継いだ長男の小出吉政は岸和田城に移り、3万石を領した。吉政の旧領である6万石と出石城は、吉政の長男・吉英に譲られたが、のちにここから1万石が叔父の三尹に分けられた（後述）。
秀政の死後、小出家は徳川家への接近を見せ、『当代記』によれば慶長13年（1608年）時点で小出吉政・吉英（吉政長男）・吉親（吉政二男）・三尹（吉政弟）は徳川家康に進物を贈り、あるいは「江戸詰」を務めるなどしており、「大坂衆」（秀頼家臣）としては見なされなくなっている。ただし大坂との関係も断ち切ってはおらず、慶長18年（1613年）2月28日、小出吉政は大坂で死去した。
吉政の死後、長男である吉英が岸和田城に移って5万石を領し、出石城は吉政二男の小出吉親が継ぐが、最終的に吉英は出石藩主に、吉親は丹波園部藩主となる。吉政子孫の大名2家については関連各項目を参照のこと。

### 立藩から廃藩まで
上述の通り、慶長8年（1603年）3月に小出秀家が没すると、その養子となっていた弟の小出三尹が遺領である和泉国大鳥郡内2000石を継いだ。
その後、小出吉英の領地から1万石が分与され、さきの2000石は収公された（『角川日本地名大辞典』では、吉英が秀政の遺領を相続した慶長9年（1604年）のこととする）。三尹の1万石は、出石領と岸和田領から5000石ずつを分けられたものといい、和泉国大鳥郡、河内国錦部郡、摂津国西成郡、但馬国気多郡・美含郡の4国5郡内に分散していた。三尹は陶器の北村に陣屋を置き、陶器藩が成立したと見なされる。
初代藩主・小出三尹は大修恵山高倉寺（真言宗、現在の堺市南区高倉台）に帰依し、荒廃していた堂宇を再建して祈願所とした。
2代藩主・有宗（有棟）は、正保元年（1644年）から正保3年（1646年）にかけて泉北丘陵上の「大野の芝」と呼ばれた荒蕪地を新田として開発した。その事業を請け負ったのは大坂天満の福島屋次郎兵衛（氏家次郎兵衛）である。福島屋は現在の土木会社のような組織を有し、人夫と資金を抱えていた。なお、福島屋次郎兵衛の妻は三尹の異父妹という関係性にあたる。開発の結果、約800石の農地が確保され（大部分は大豆畑とされる）、耕作のために福田村（現在の堺市中区福田）と呼ばれる村が作られた。福田村は幕府の把握しない村（藩が内高としていた村）で、藩と福嶋屋は年貢を折半する取り決めを行っていたという。福田村の村高は約827石にのぼったが（貞享検地による）、これは陶器荘の表高約2931石の3割近くに相当する大きなものであった。
その後、慶安2年（1649年）、寛文3年（1663年）、延宝4年（1676年）、天和2年（1682年）、貞享5年（1687年）に渡って、藩主は、公卿の江戸や日光参向時における院使の饗応役を務めている。
3代藩主有重の跡を継いだ4代藩主重興は、病となり死に臨んだ元禄9年（1696年）4月2日に弟の重昌を養子にしたが、重昌も病になり、重興の忌が明けた元禄9年（1696年）5月28日に出仕できず、6月12日に遺領1万石を賜る旨の奉書到来するも、翌13日病甚だしく登城できず、16歳にて死去した。
重昌が御目見を果たせず17歳未満で死去したことにより、元禄9年（1696年）8月12日、陶器藩は無嗣子を理由に収公となった。これにより、陶器荘は幕府代官支配地となる。

### 後史：旗本小出家の陶器復帰
宝永2年（1705年）、西の丸側衆を務める大身旗本・小出有仍（2代藩主・有棟の四男。元甲府徳川家附家老）が和泉国大鳥郡11か村・河内錦部郡3か村に知行地5000石を移された。これらの諸村は陶器藩旧領である。これらの諸村は有仍の二男・小出尹従に受け継がれ、以後幕末まで大身旗本小出家の知行地となる。小出家が陶器の領主として復帰したことについて「陶器藩の再興」と表現されることもある。
なお、旗本小出家は文政4年（1821）年に従来の屋敷地が焼失したため、大鳥郡田園村琴野（現在の堺市中区田園）の土地を買い上げて陣屋を構えた。幕末の天誅組参加者の一人・秦将蔵は、小出家の田園陣屋代官を務めていた小島小右衛門の養子である。

## 領地

### 寛文4年（1664年）時点の領地
寛文4年（1664年）の寛文印知時点の領地は以下の通り
- 和泉国
  - 大鳥郡のうち - 6村（2931石3斗9升）
- 河内国
  - 錦部郡のうち - 3村（2020石）
- 摂津国
  - 西成郡のうち - 2村（1408石2斗）
- 但馬国
  - 気多郡のうち - 10村（1383石6斗余）
  - 美含郡のうち - 28村（2816石3斗余）

### 陶器
陶器という地名は、この地が古代に須恵器の産地であったことに由来し、奈良時代には「陶邑（すえむら）」の名で呼ばれた。遺跡としては多くの窯跡（陶邑窯跡群）や群衆墳（陶器千塚古墳群）が存在する土地である。須恵器窯群は平安時代前期には終焉、南北朝時代には陶器城が築かれ、室町時代に一帯は陶器保と呼ばれた。
陶器陣屋は西高野街道に近い景勝地を占め、庭園も有していた。所領は農産物・海産物に恵まれ豊かであったとされる。
高倉寺は西陶器山一帯を寺地としていた。高倉寺付近の御茶屋山には「彌須亭」があり、小出有棟から詩文（賦）を求められた林羅山は、ここで「陶器十景」を詠んだとされる。「陶器十景」は、「金剛初雪」「淡路残月」「万松風声」「江上漁火」「斜日片帆」「炭竈孤煙」「秋天来雁」「池塘春水」「編戸壌歌」「古寺晩鐘」の十題からなる詩文である。「淡路残月」が大阪湾を隔てて臨む淡路島を題材としているように、必ずしも陶器領内の特定の景勝地について詠んだものではなく、摂津・河内地域の風物を取り上げ、また治政を称えるものである。

## 文化
2代藩主・三尹の妻は茶人・金森宗和（重近。金森可重の長男）の妹（瑞春院殿）であり、3代藩主・有棟の妻も金森重頼（宗和の弟）の娘であるなど、小出家と金森家は数度の婚姻で結ばれている。三尹は宗和に茶を学び、有棟は父から茶を受け継ぎ、有棟は茶を金森頼旹（重頼の孫）に伝えたため、三尹・有棟父子は宗和流（高山）の歴代に数えられている。なお、小出家が茶宴を開いた、あるいは茶畑を設けた山は「お茶屋山」「お茶山」と呼ばれたとされ、これが1971年に命名された茶山台の地名のもとになっている。

## 歴代藩主
小出家
外様。1万石
1. 三尹
2. 有棟
3. 有重
4. 重興